# اتفاقية نيروبي لإزالة الحطام
اتفاقية نيروبي لإزالة حطام عام 2007م هي اتفاقية جرى اعتمادها في المؤتمر الدبلوماسي الذي انعقد بالعاصمة الكينية نيروبي من 14 وحتى 18 من شهر آيار عام 2007م، اعتُمدت من قِبل الدول الأطراف يقيناً منهم بضرورة التخلص من الحطام الناتج عن السفن نظير ما يسببه هذا الحطام من مخاطر للملاحة أو البيئة البحرية وبالتالي ظهرت الحاجة لسن قوانين دولية تضمن تسديد التعويضات عن التكاليف التي قد تترتب على عملية إزالة الحطام على وجه السرعة.
ويشار أن العمل بهذه الاتفاقية جاء من منطلق أن هذا الحطام قد يكون في إقليم الدول والبحر الإقليمي، وأيضاً لما لاتفاقية الأمم المتحدة لقانون البحار، التي أبرمت في خليج مونتيغو في 10 كانون الأول/ ديسمبر 1982، والقانون الدولي العرفي للبحار من أهمية.

## الأهداف والمبادئ العامة للاتفاقية

### المادة 2
- يسمح للدولة الطرف بالقيام بالتدابير فيما يتعلق بإزالة حطام يمثل خطراً على المنطقة وذلك وفق ما تنص عليه الاتفاقية.
- من الضروري أن تكون الإجراءات والتدابير التي تتخذها الدولة متناسقة وفق الفقرة مع الخطر.
- يجب أن تكون الإجراءات حد المعقول لإزالة الحطام الذي يشكل خطراً، ومن الضروري أن يتم إيقاف عملية الإزالة في حال تمت الإزالة بالكامل للحطام، على أن لا تتعارض هذه التدابير مع حقوق ومصالح دول أخرى، من ضمنها تسجيل السفينة، وحقوق ومصالح أي أشخاص معنيين، طبيعيين أو اعتباريين.
- «لا يخول انطباق هذه الاتفاقية على منطقة تطبيق الاتفاقية الدولة الطرف حق ادعاء السيادة أو حقوق سيادية أو ممارستها على أي جزء من أعالي البحار.»
- في حال تضرر دول مجاورة للدول المتضررة نتيجة آثار بحرية، فإنه على الدول الأطراف المساهمة في إزالة الضرر.[1]

## نطاق الانطباق

### المادة 3
«1 .تنطبق هذه الاتفاقية، ما لم تنص على خالف ذلك ، على الحطام الموجود في منطقة تطبيق الاتفاقية.
2 .يجوز لأي دولة طرف أن توسع نطاق انطباق هذه الاتفاقية ليشمل الحطام الموجود ضمن إقليمها ، بما في ذلك البحر الإقليمي ، رهنا بالفقرة 4 من المادة 4 .ويجب عليها في تلك الحالة أن تبلغ الأمين العام بذلك، عند إعرابها عن قبولها التقيد بهذه الاتفاقية أو في أي وقت الحق.وعندما ترسل الدولة الطرف إخطار بتطبيق هذه الاتفاقية على الحطام الموجود ضمن إقليمها ، بما في ذلك البحر الإقليمي فإن ذلك لا يمس حقوق تلك الدولة وواجباتها باتخاذ تدابير تتصل بالحطام الموجود ضمن إقليمها ، بما في ذلك البحر
الإقليمي ، بخلاف تحديد موقع الحطام و توسيمه وإزالته بموجب هذه الاتفاقية. وال تنطبق أحكام المواد 10 و 11 و 12 من هذه الاتفاقية على أي تدابير تتخذ في هذا الإطار بخلاف التدابير المشار إليها في المواد 7 و8 و 9 من هذه الاتفاقية.
3 .عندما ترسل الدولة الطرف إخطارا بموجب الفقرة 2 ،تشمل "منطقة تطبيق الاتفاقية" في الدولة المتضررة إقليم تلك الدولة، بما في ذلك البحر اإلقليمي.
4 .يدخل الإخطار الذى يتم إرساله بموجب الفقرة 2 أعالء حيز النفاذ في ما تعلق بتلك الدولة الطرف ، إذا ما أرسل قبل سريان مفعول هذه الاتفاقية على تلك الدولة ، عند دخول الاتفاقية حيز النفاذ . وإذا ما أرسل الإخطار بعد سريان مفعول هذه الاتفاقية على تلك الدولة ، فإنه يدخل حيز النفاذ بعد أن يستلمه الأمين العام بستة أشهر.
5 .يجوز لدولة طرف أرسلت إخطارا بموجب الفقرة 2 أن تسحبه في أي وقت، وذلك بتوجيه إخطار بالسحب إلى الأمين العام. ويسري مفعول إخطار السحب هذا بعد أن يستلمه الأمين العام بستة أشهر، ما لم ينص الإخطار على تاريخ الحق.»

## الاستثناءات

### المادة 4
- يستثنى من هذه الاتفاقية الإجراءات التي يتم اتخاذها  بموجب الاتفاقية الدولية المتعلقة بالتدخل في أعالى البحار في حالة وقوع حوادث مسببة للتلوث الزيتي لعام 1969 ، في صيغتها المعدلة، أو بموجب البروتوكول المتعلق بالتدخل في أعالى البحار في حالات التلوث بمواد غير الزيت لعام 1973،في صيغته المعتدلة.
- يستثنى من الاتفاقية السفن الغير تجارية والتي تستخدمها الحكومة لمصلحتها مثل أن تكون سفينة حربية.
- يشترط على الدولة الطرف في حال رغبتها في تفعيل هذه الاتفاقية على سفنها الحربية أو سفن أخرى كما هو مذكور في الفقرة 2، إخطار الأمين العام بذلك مع تحديد أحكام هذا التفعيل وشروطه.

«( أ ) عندما ترسل دولة طرف إخطارا بموجب الفقرة 2 من المادة3، لا تنطبق الأحكام التالية من هذه الاتفاقية على أراضيها، بما في ذلك البحر الإقليمي:
(1) الفقرة 4 من المادة 2؛
(2) الفقرات 1 و 5 و 7 و 8 و 9 و10 من المادة 9؛
(3) المادة 15.
(ب) تنص الفقرة 4 من المادة 9، إلى المدى الذي تنطبق فيه على إقليم دولة طرف، بما في ذلك البحر الإقليمي، على ما يلي:
رهنا بالقوانين الوطنية للدولة المتضررة يجوز للمالك المسجل أن يبرم عقدا مع أي شخص مختص بالإنقاذ أو شخص آخر لإزالة الحطام الذي تقرر أنه يشكل خطرا، وذلك نيابة عن المالك، وقبل الشروع في هذه الإزالة، يجوز للدولة المتضررة أن تضع لها شروطا تنحصر في حدود ما يلزم لسير عملية الإزالة بطريقة تراعي اعتبارات الأمن وحماية البيئة البحرية.»

## الإبلاغ عن الحطام

### المادة 5
- «.يجب على الدولة الطرف أن تطلب من ربان ومشغل السفينة التي ترفع علمها إبلاغ الدولة المتضررة دون إبطاء عندما تتعرض تلك السفينة لحادثة بحرية ينجم عنها حطام .

وإذا استوفى أي من ربان السفينة أو مشغلها شرط الإبلاغ بموجب هذه المادة، فلن يكون الآخر ملزما بذلك.»
- «يجب أن تورد تقارير الإبلاغ تلك اسم المالك المسجل والعنوان الرئيسي لمكان عمله وكل المعلومات ذات الصلة التي تحتاج إليها الدولة المتضررة لتقرر ما إذا كان الحطام يشكل خطراً أم لا بموجب المادة 6، بما في ذلك ما يلي:

( أ ) موقع الحطام بدقة؛
(ب) نوع الحطام وحجمه وبنيته؛
(ج) طبيعة الأضرار التي لحقت بالحطام وحالته؛
( د ) طبيعة الشحنة وكميتها، ولا سيما أي مواد خطرة وضارة؛
(هـ) كمية الزيوت وأنواعها الموجودة على متن السفينة، بما في ذلك زيت وقود السفن وزيت التزليق.»

## الدول التي وقعت على الاتفاقية
في عام 2019م أعلنت المملكة العربية السعودية انضمامها لاتفاقية نيروبي لإزالة الحطام، كما أنه في ذات العام تحديداً في  2019/6/18، أقر مجلس الوزراء العراقى على مشروع قانون انضمام جمهورية العراق للاتفاقية.